# Vestingwerken van Malta
De vestingwerken van Malta omvatten onder meer ommuurde steden, citadels, forten, torens, batteriien, redoutes, schansen en bunkers. De vestingwerken dateren van 1450 v.Chr. tot halverwege de 20e eeuw en zijn het resultaat van de strategische ligging en de ruime natuurlijke havens van de Maltese eilanden, waardoor de eilandengroep een grote aantrekkingskracht uitoefende op verschillende mogendheden.
De oudste vestingwerken in Malta waren verdedigingsmuren gebouwd rond nederzettingen uit de bronstijd. De Feniciërs, Romeinen en Byzantijnen die in loop der tijd op het eiland woonden, bouwden verdedigingsmuren rond belangrijke nederzettingen, maar daarvan is weinig overgebleven. Tegen het eind van de middeleeuwen waren de belangrijkste vestingwerken in Malta de toenmalige hoofdstad Mdina, de Cittadella op Gozo, het Castrum Maris en een paar wachttorens of uitkijkposten langs de kust.
De vestingwerken werden aanzienlijk uitgebreid tussen 1530 en 1798, toen de eilanden werden bestuurd door de Johannieterridders. De Johannieters bouwden nieuwe vestingwerken met bastions, zoals de vestingen van Birgu en Valletta, en verbeterden de middeleeuwse verdedigingswerken. Tegen het einde van de 18e eeuw had Malta een uitgebreid systeem van vestingwerken rond Grand Harbour en Marsamxett Harbour, evenals een kustverdedigingssysteem bestaande uit torens, batterijen, redoutes en schansen.
Na een kortstondige Franse bezetting (1798-1800), kwam Malta in 1800 onder Brits gezag (1800-1964). Tussen 1870 en 1900 bouwden de Britten een aantal veelhoekige forten en batterijen langs de kustlijn van Malta en langs de Victorialinie, een verdedigingslinie die het noordelijke deel van Malta scheidde van het dichtbevolkte zuiden. In de jaren dertig en veertig van de twintigste eeuw werden de laatste fortificaties in Malta gebouwd: Fort Campbell, een reeks bunkers en een aantal luchtafweerbatterijen.
Malta's vestingwerken worden beschouwd als een van 's werelds beste voorbeelden van militaire architectuur. Generaal-majoor Whitworth Porter van de Royal Engineers noemde Malta "het machtigste kunstmatige fort ter wereld" in zijn boek A History of the Fortress of Malta (1858). Maturin Murray Ballou schreef in zijn boek The Story of Malta (1893) dat "er in geen enkel deel van de wereld een completer systeem van vestingwerken bestaat dan het cordon verdedigingswerken op Malta."
De Britse architect Quentin Hughes noemde de vestingwerken van Malta "ongeëvenaard wat betreft pure concentratie en majesteit", terwijl rechter en historicus Giovanni Bonello schreef dat "nergens ter wereld vestingwerken uitgebreider, indrukwekkender en opmerkelijker zijn dan in Malta."

## Vestingwerken uit de oudheid en middeleeuwen (voor 1530)

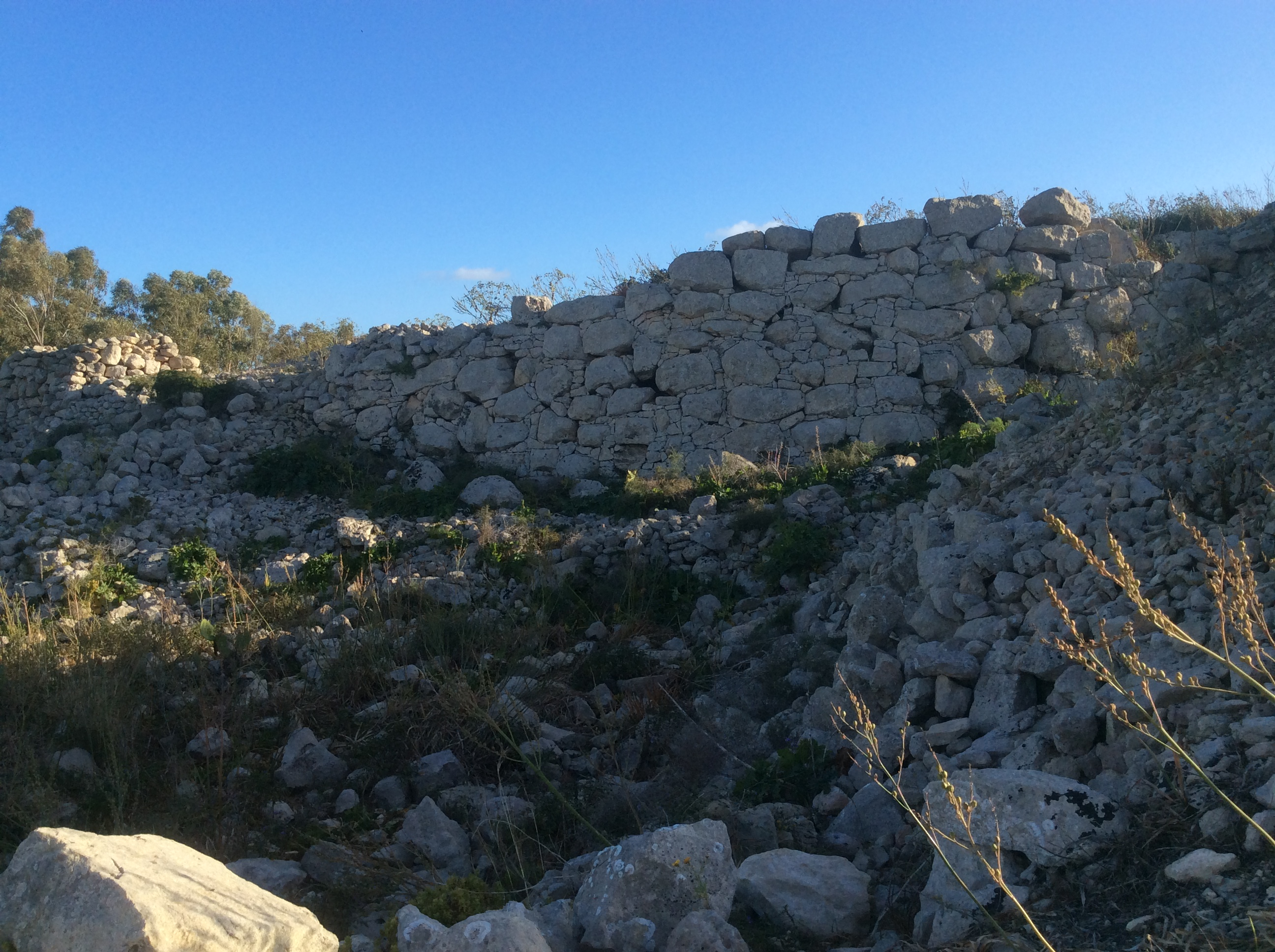
Verdedigingsmuur uit de bronstijd in Borġ in-Nadur

De eerste vestingwerken in Malta werden gebouwd in de bronstijd. Ten minste zes locaties zijn geïdentificeerd als mogelijke versterkte nederzettingen uit die periode. De best bewaard gebleven restanten zijn te vinden in het dorp Borġ in-Nadur, in de buurt van de moderne stad Birżebbuġa. Rond 1450 v.Chr. bouwden de inwoners een 4,5 meter hoog D-vormig bastion om de toegang tot hun dorp te kunnen verdedigen. De muur was landinwaarts gebouwd, hetgeen erop wijst dat de bewoners het gevaar van aanvallen vanuit land groter achtten dan vanuit zee.
Rond 700 v.Chr. stichtten en versterkten de Feniciërs de stad Maleth op een van de hoogste punten van het eiland, ver van de kust. Uiteindelijk werd de stad overgenomen door de Romeinen en kreeg het de naam Melite. De stad werd later door de Arabieren omgedoopt tot Medina, wat leidde tot de huidige naam Mdina. De vestingwerken zijn in de loop der tijd een aantal keren aangepast, en hoewel de meeste tussen de 16e en 18e eeuw werden ontmanteld en herbouwd, kwamen tijdens opgravingen enkele fundamenten van oude Punisch-Romeinse wallen aan het licht, evenals verschillende middeleeuwse muurrestanten.
In Malta zijn de overblijfselen van verschillende ronde torens gevonden die vermoedelijk dateren uit de laat-Punische of Romeinse tijd. Het is mogelijk dat deze als wachttorens werden gebruikt, maar sommige historici betwisten dit omdat hun locaties in defensief opzicht niet logisch lijken.
In zijn 9e-eeuwse geografische boekwerk Kitab al-Rawd al-Mitar vermeldt Al-Himyarī dat bij de verovering van Malta in 870 n.Chr., de Arabieren een fort belegerden, innamen, plunderden en vervolgens ontmantelden. Daarmee kwam Malta onder het gezag van de Aghlabiden. De Arabische heerschappij over Malta zou tot 1090 duren. Over de bouw van fortificaties in deze periode is weinig informatie beschikbaar. Wel is bekend dat de Aghlabiden versterkingen bouwden in San Pawl Milqi. In Mdina en Rabat verkleinden ze de perimeter van de vestingen tot de huidige proporties, mogelijk om de steden makkelijker te kunnen verdedigen met een kleiner garnizoen.

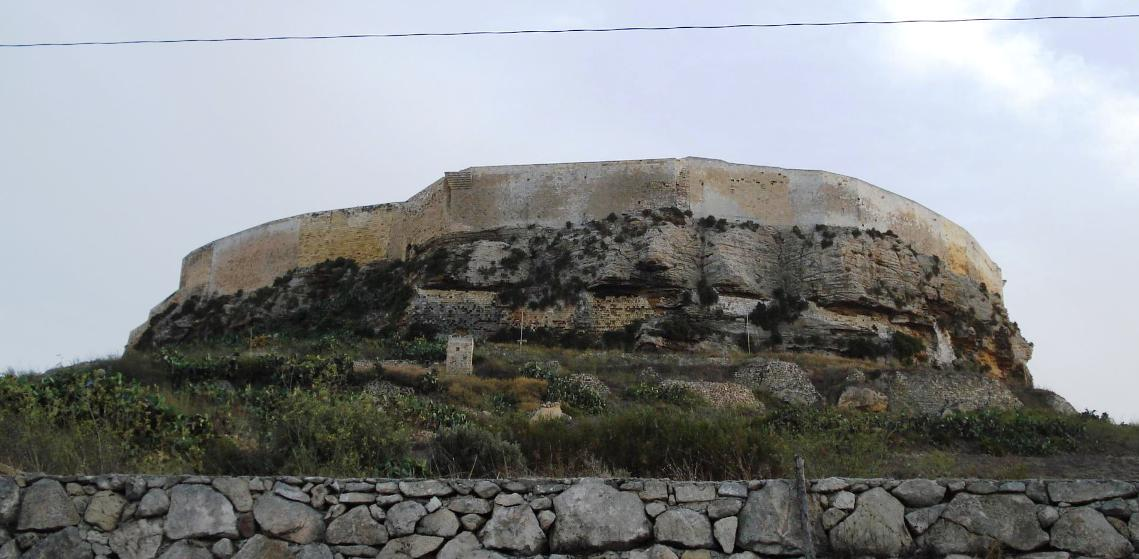
De noordelijke muren van Cittadella werden in de 15e eeuw gebouwd.

In 1241 was Cittadella, ook bekend als Gran Castello, van een nederzetting op een heuvel in de bronstijd uitgegroeid tot een vestingstad. De vestingwerken van Cittadella zijn in de loop der jaren verstevigd en de noordelijke stadsmuren, die er nog steeds staan, werden rond de 15e eeuw gebouwd door de Kroon van Aragón.
Het Castrum Maris (Latijn voor 'kasteel aan zee') was in de loop van de middeleeuwen gebouwd en bestond in ieder geval al in de 13e eeuw, toen het een rol speelde bij de Slag om Malta van 1283. Het in het huidige Birgu gelegen kasteel was tegen het eind van de 16e eeuw in bezit van de Nava-familie.
In 1417 beschikte de plaatselijke militie van de Maltezer eilanden over minstens 24 wachtposten, en langs de kust ging het in sommige gevallen mogelijk om versterkte wachttorens. Van een van deze torens is bekend dat de Aragonezen deze in 1488 bouwden op Saint Elmo Point, op het schiereiland Sciberras.

## Vestingwerken van de Johannieterridders (1530–1798)

### Havengebied

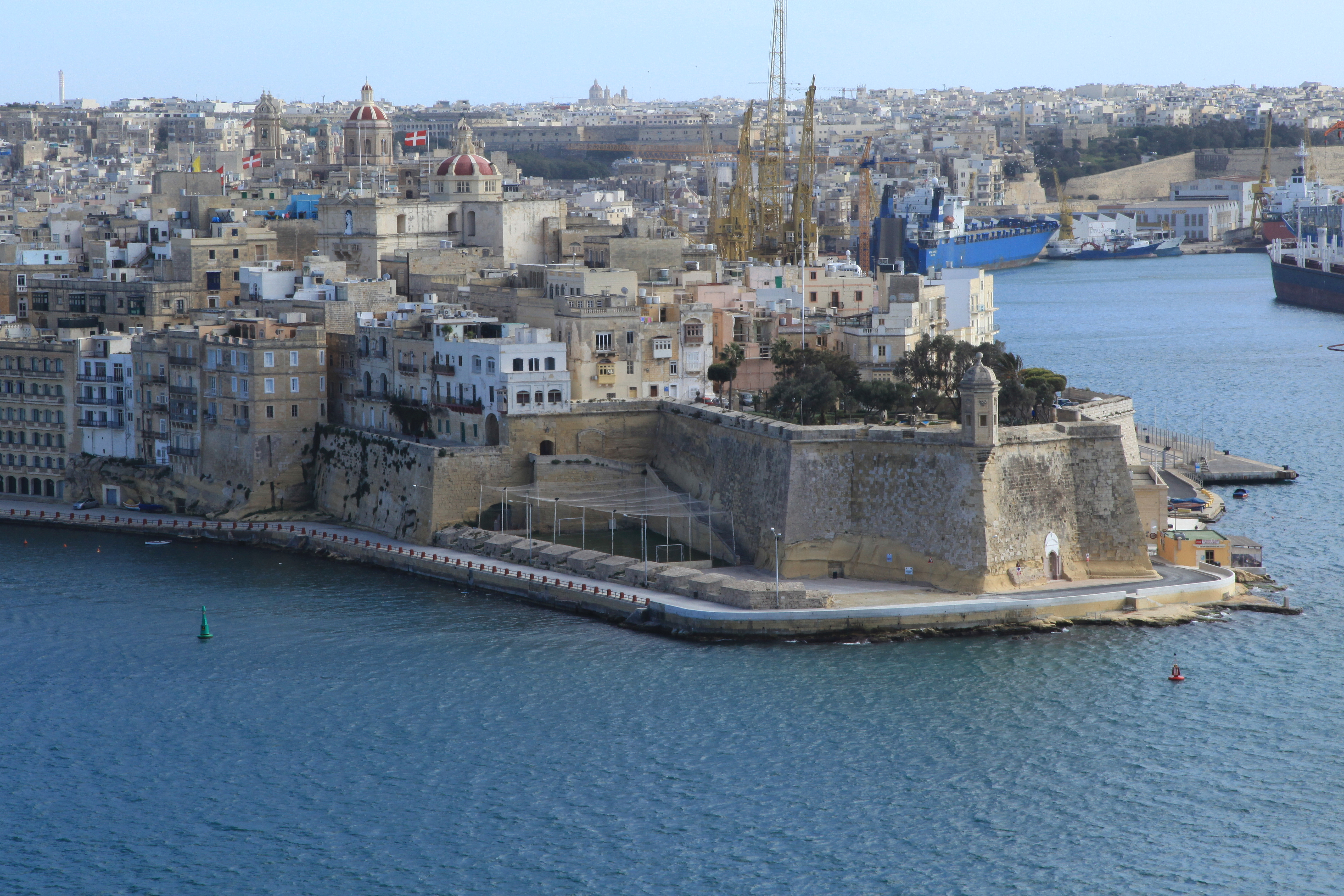
Zeewaarts georiënteerde vestingwerken van Senglea

In 1530 schonk Keizer Karel V de Maltese eilanden, samen met de Noord-Afrikaanse havenstad Tripoli aan de Johannieterridders. De ridders vestigden zich in de stad Birgu en maakten er hun hoofdstad van. Kort na hun aankomst herbouwden de Johannieters het Castrum Maris en noemden het Fort Sint-Angelo. Later werd de gehele stad Birgu omringd door nieuwe vestingwerken, gebouwd in een stijl die vergelijkbaar is met de eerdere verdedigingswerken van de Johannieters in Rhodos. De landinwaarts georiënteerde fortificaties van Birgu werden in 1540 gebouwd. De Ottomaanse aanval op Gozo in 1551 vormde de aanzet voor een verdere uitbreiding van de verdedigingswerken. In 1552 werden twee forten gebouwd: Fort Sint-Elmo op het schiereiland Sciberras, op de plaats van een Aragonese uitkijktoren, en Fort Saint Michael in Senglea.

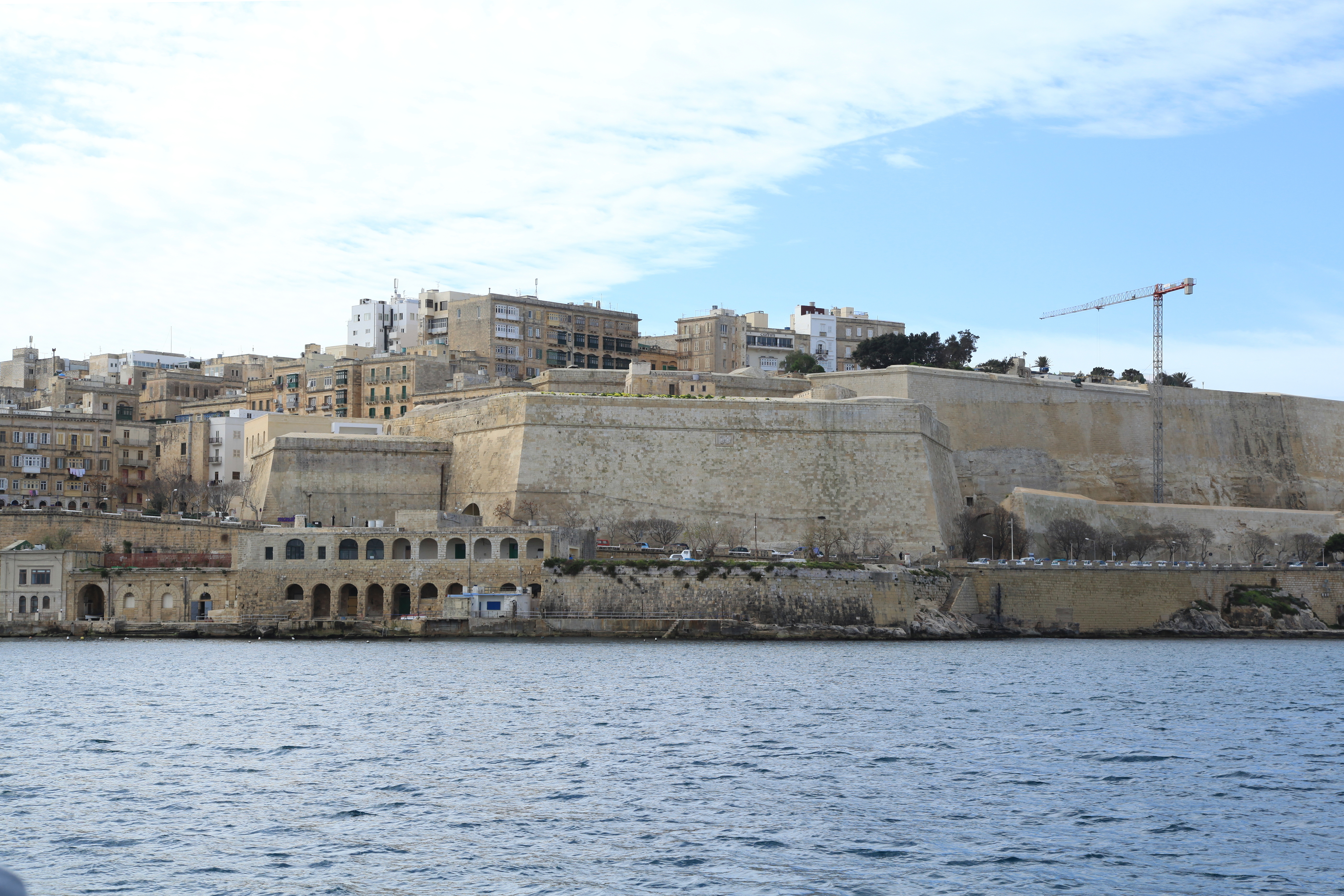
Saint Andrew's Bastion in Valletta

In 1565 vielen de Ottomanen opnieuw aan en volgde het Beleg van Malta. Fort Sint-Elmo viel na hevige gevechten (waarbij de Ottomaanse admiraal Dragut Reis werd gedood), maar de ridders hielden stand in Birgu en Senglea tot er een ontzettingsmacht arriveerde. Aan het einde van het beleg waren de meeste vestingwerken door de artilleriebeschietingen zwaar beschadigd of verwoest en moesten herbouwd worden. Grootmeester Jean Parisot de La Valette besloot een nieuwe versterkte hoofdstad te bouwen op het schiereiland Sciberras. In 1566 begon de bouw van de stad die Valletta werd genoemd, naar de grootmeester die het liet bouwen. De stadsmuren, die grotendeels in de jaren 1560 en de jaren 1570 werden gebouwd, zijn vrijwel intact gebleven en omvatten bastions, schietkatten, contregardes en een walgracht. Het verwoeste Fort Sint-Elmo werd herbouwd en geïntegreerd in de stadsmuren. Het gebied rond Sint-Elmo werd later, in de 17e eeuw, een aantal malen versterkt, met name door de bouw van de Carafa-ringmuur in 1687.

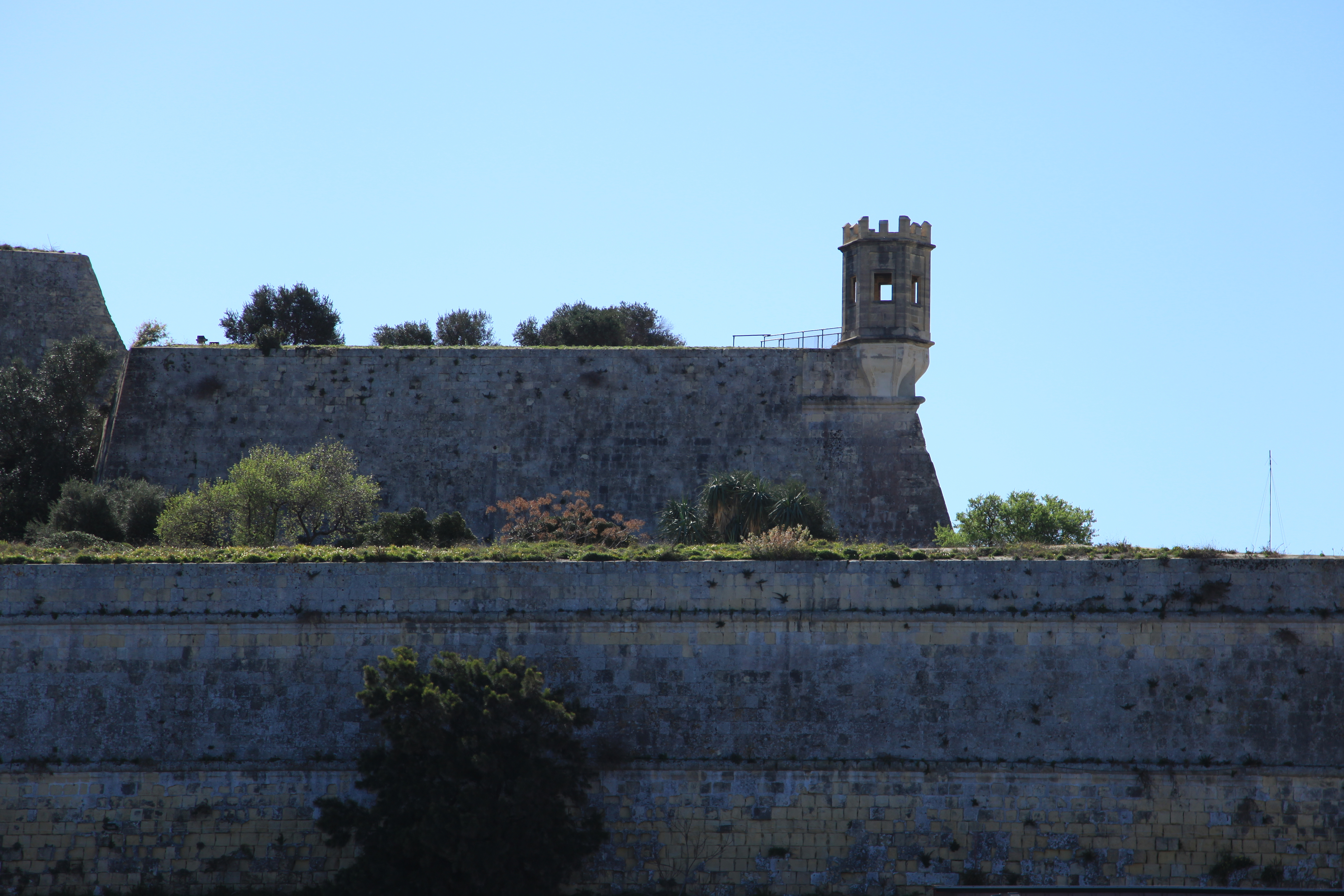
De contregardes en het bastion van San Salvatore maken deel uit van de Florianalinie

Met de ontwikkeling van nieuwe technologieën realiseerde men zich in de 17e eeuw dat de vestingwerken van Valletta weliswaar goed ontworpen waren, maar niet meer sterk genoeg zouden zijn om een zware aanval te weerstaan. Daarom werd tussen 1635 en 1640 de Florianalinie gebouwd, een extra verdedigingslinie aan Valletta's landzijde. In het gebied tussen de Florianalinie en de oude vestingmuren van Valetta ontwikkelde zich in de loop van de 18e eeuw een nieuwe nederzetting, Floriana genaamd.
In 1638 werd een begin gemaakt met de bouw van de Santa Margherita-linie, die de landzijde van Birgu en Senglea moest beschermen. De bouwwerkzaamheden werden in 1645 opgeschort wegens geldgebrek en de linie bleef jarenlang onvoltooid. Nadat de Ottomanen in 1669 Candia (op Kreta) hadden veroverd, besloten de Johannieters een tweede verdediginswal te bouwen, de Cottoneralinie, die zowel Birgu als Senglea beschermde, evenals de onvoltooide Santa Margherita-linie. De bouw begon in 1670, maar werd in 1680 opgeschort, wederom vanwege geldgebrek. Tegen die tijd was de gebastioneerde ringmuur wel voltooid, maar andere cruciale delen ontbraken. Uiteindelijk werden begin 18e eeuw de bouwwerkzaamheden hervat, zowel aan de Santa Margherita- als de Cottoneralinie, maar een deel van de geplande ravelijnen, cavaliers, grachten en andere fortificaties werden uiteindelijk geschrapt. Fort San Salvatore werd in 1724 gebouwd op een van de bastions van de Cottoneralinie.
Fort Ricasoli werd gebouwd tussen 1670 en 1698 en diende als commandocentrum voor de oostelijke arm van Grand Harbour. Het heeft een onregelmatig ontwerp dat de kustlijn volgt en beschikt over bastions, courtines en ravelijnen. Het fort werd later in de 18e eeuw verbeterd. Fort Saint Angelo werd in de jaren 1690 ook ingrijpend veranderd en opgewaardeerd met de bouw van verschillende batterijen en andere fortificaties.

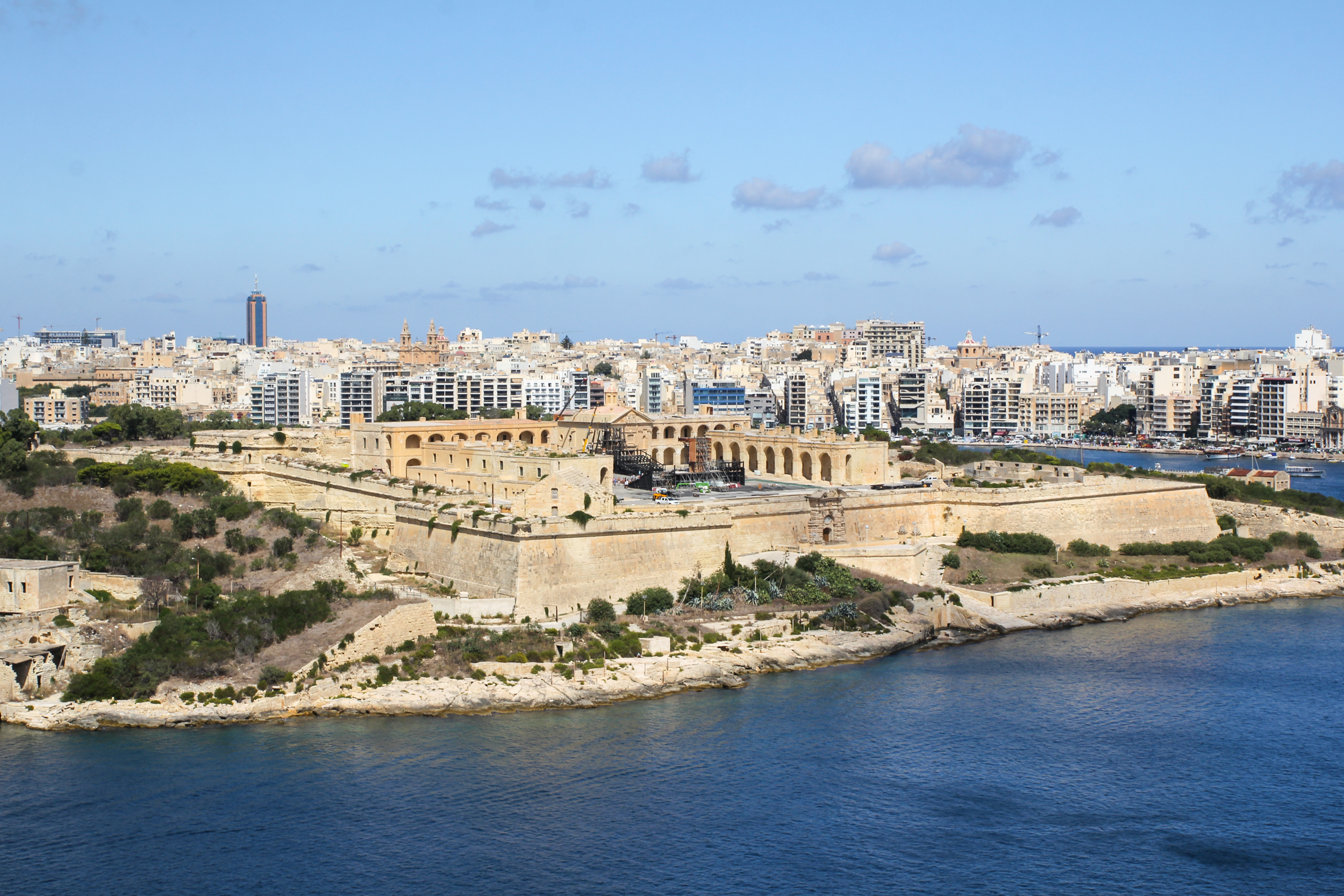
Fort Manoel gezien vanuit de bastions van Valletta

Om Valletta's westflank in Marsamxett Harbour te beschermen, bouwden de Johannieters Fort Manoel op Manoel-eiland. Het fort werd tussen 1723 en 1733 in barokstijl gebouwd en heeft een vierkante vorm met vier hoekbastions. Het was het laatste grote fort met bastions dat in Malta werd gebouwd. Het in 1795 voltooide Fort Tigné op Tigné Point was het laatste grote fort van de Johannieters in het havengebied. Het fort moest, samen met Fort Sint-Elmo, de ingang van Marsamxett beschermen. Het ontwerp verschilde duidelijk van dat van de vroegere forten van de Johannieters, en hoewel het naar 18e-eeuwse maatstaven erg klein was, wordt het beschreven als een vroeg voorbeeld van een veelhoekig fort en was daarmee een van de meest vernieuwende vestingwerken van Malta. Later, in de 19e eeuw, zouden de Britten nog een aantal veelhoekige forten bouwen.

### Mdina en Cittadella

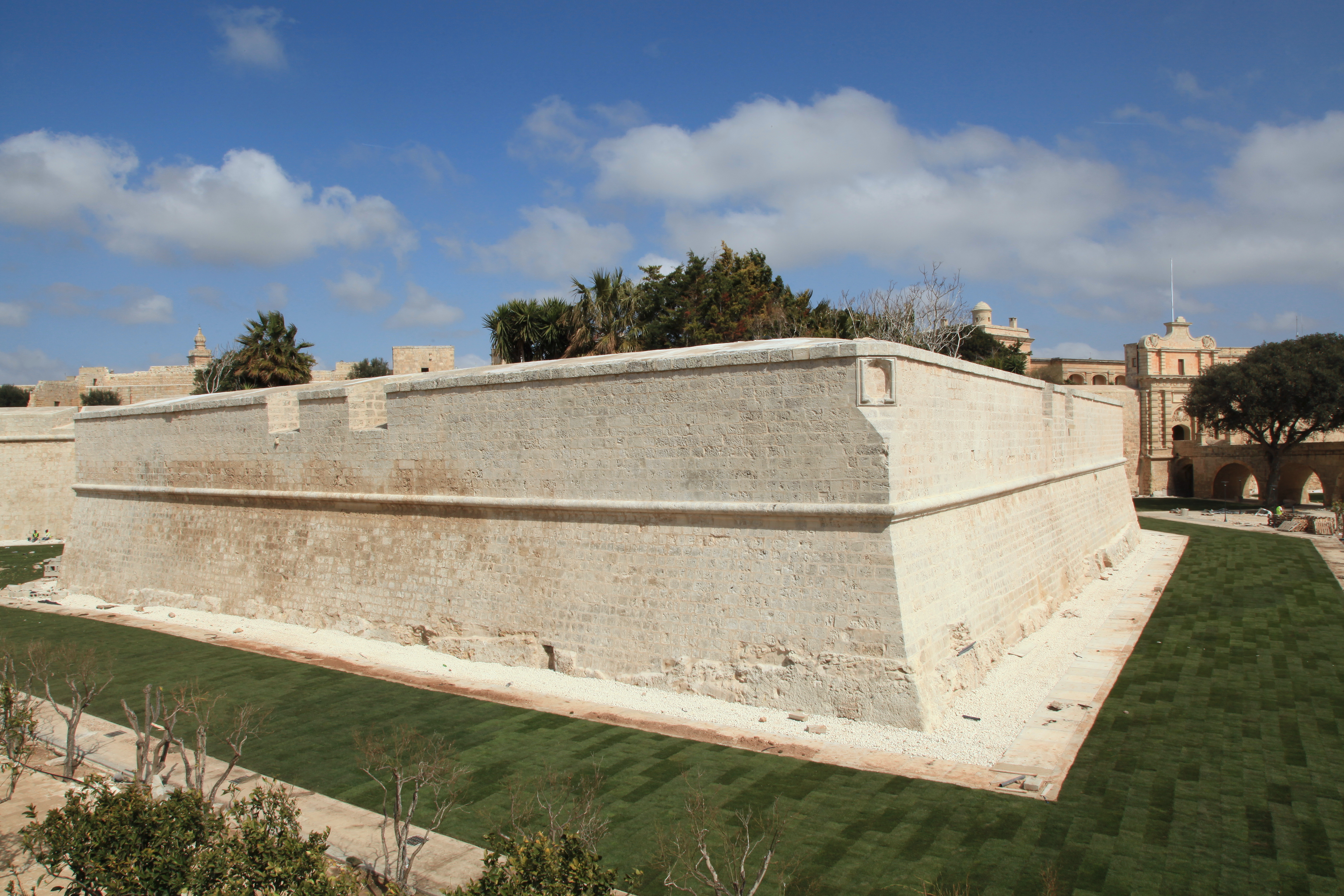
Redin-bastion in Mdina

Hoewel Mdina niet langer de hoofdstad was, versterkten de Johannieters de verdedigingswerken van de stad en verbouwden de middeleeuwse stadsmuren tot een buskruitfort. In de jaren 1540, tijdens de magistratuur van Juan de Homedes y Coscón, werden twee bastions geplaatst op de hoeken van het landfront van de stad. Grootmeester Martin de Redin voltooide het naar hem vernoemde centrale 'Bastion de Redin' halverwege de 17e eeuw. Omdat de stad was beschadigd door de zware aardbeving van 1693 in Sicilië volgden in de loop van de 18e eeuw herstelwerkzaamheden. In 1724 volgde de vergroting van de stadspoort door architect Charles François de Mondion en ten slotte in 1746 de voltooiing van het Despuig-bastion. De overige plannen om Mdina te versterken vonden geen doorgang omdat de Johannieters besloten zich te concentreren op de vestingwerken in het havengebied van Valletta.
De Johannieters versterkten ook de verdigingswerken van Gozo's Cittadella. In 1551 werd de stad ingenomen door een Ottomaanse legermacht aangevoerd door de admiraals Sinan Pasha, Salah Rais en Turgut Reis. De stad werd geplunderd en verwoest achtergelaten en nagenoeg de gehele 5000 inwoners tellende bevolking van Gozo werd tot slaaf gemaakt en meegevoerd. De ingang van Cittadella en de zuidelijke muren werden later, tussen 1599 en 1622, volledig herbouwd, maar de noordelijke stadsmuren behielden hun oorspronkelijke middeleeuwse vorm. Bouwwerkzaamheden aan het begin van de 17e eeuw bestonden uit de constructie van bastions, schietkatten, (kruit)magazijnen en een batterij.

### Kustversterkingen

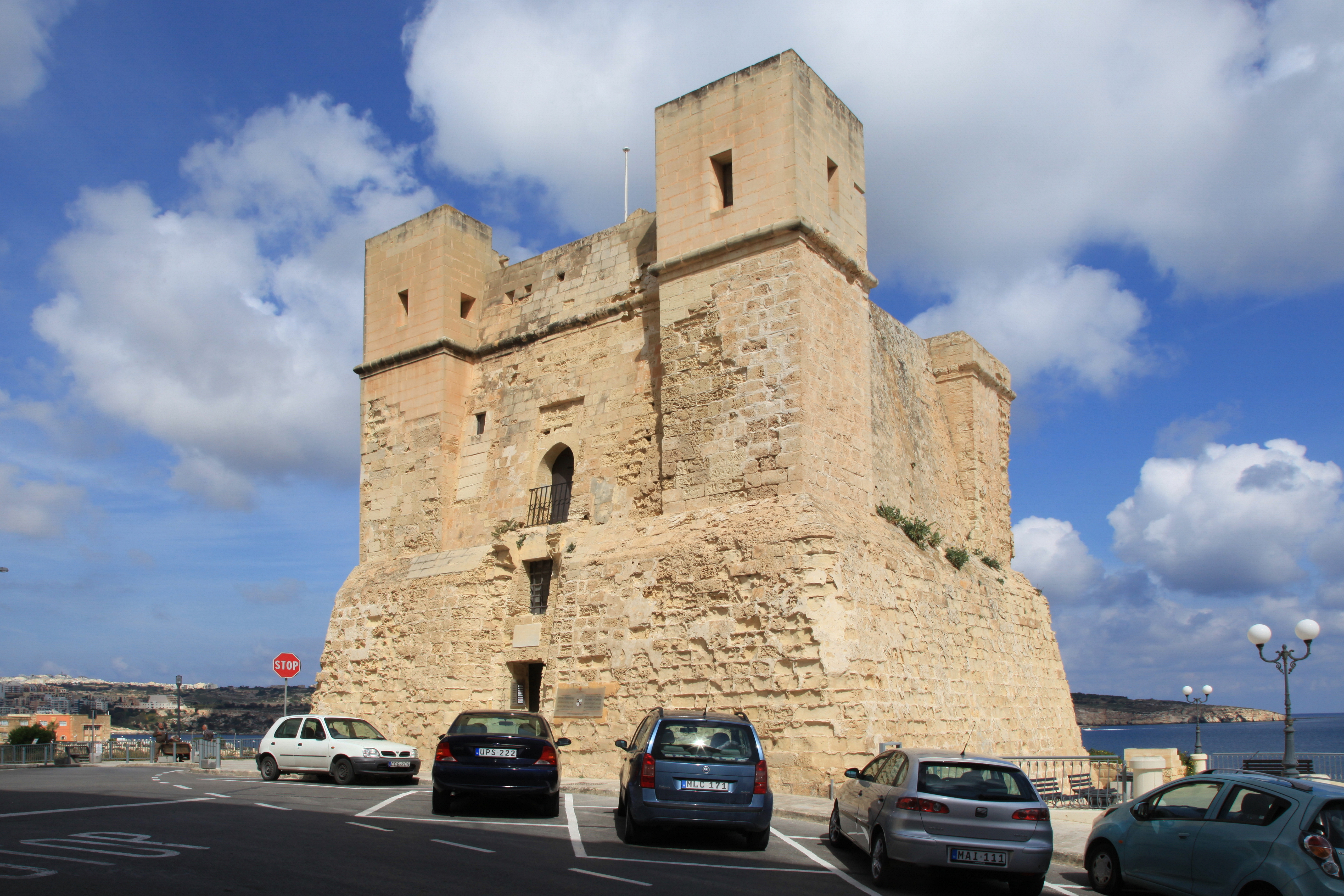
Wignacourt-toren in St. Paul's Bay

In tegenstelling tot de forse uitbreiding van de vestingwerken in het havengebied, bleef de rest van de eilanden tot de 17e eeuw grotendeels onverdedigd en kwetsbaar voor vijandelijke aanvallen, zoals de inval van 1551. De uitbreiding van de kustverdediging begon in 1605 met de bouw van de Garzestoren in Mġarr op het eiland Gozo. 
In de daaropvolgende jaren volgde de bouw van meer torens langs de kustlijn van de eilanden. De eerste groep, de Wignacourt-torens, werd gebouwd tussen 1610 en 1620. Er werden er zes gebouwd en ze vormden een belangrijke verbetering van de kustverdediging. Van de zes torens stortte er één in rond 1715 en een andere werd in 1888 afgebroken. De overige vier torens, waaronder de Santa Marija-toren, zijn bewaard gebleven.

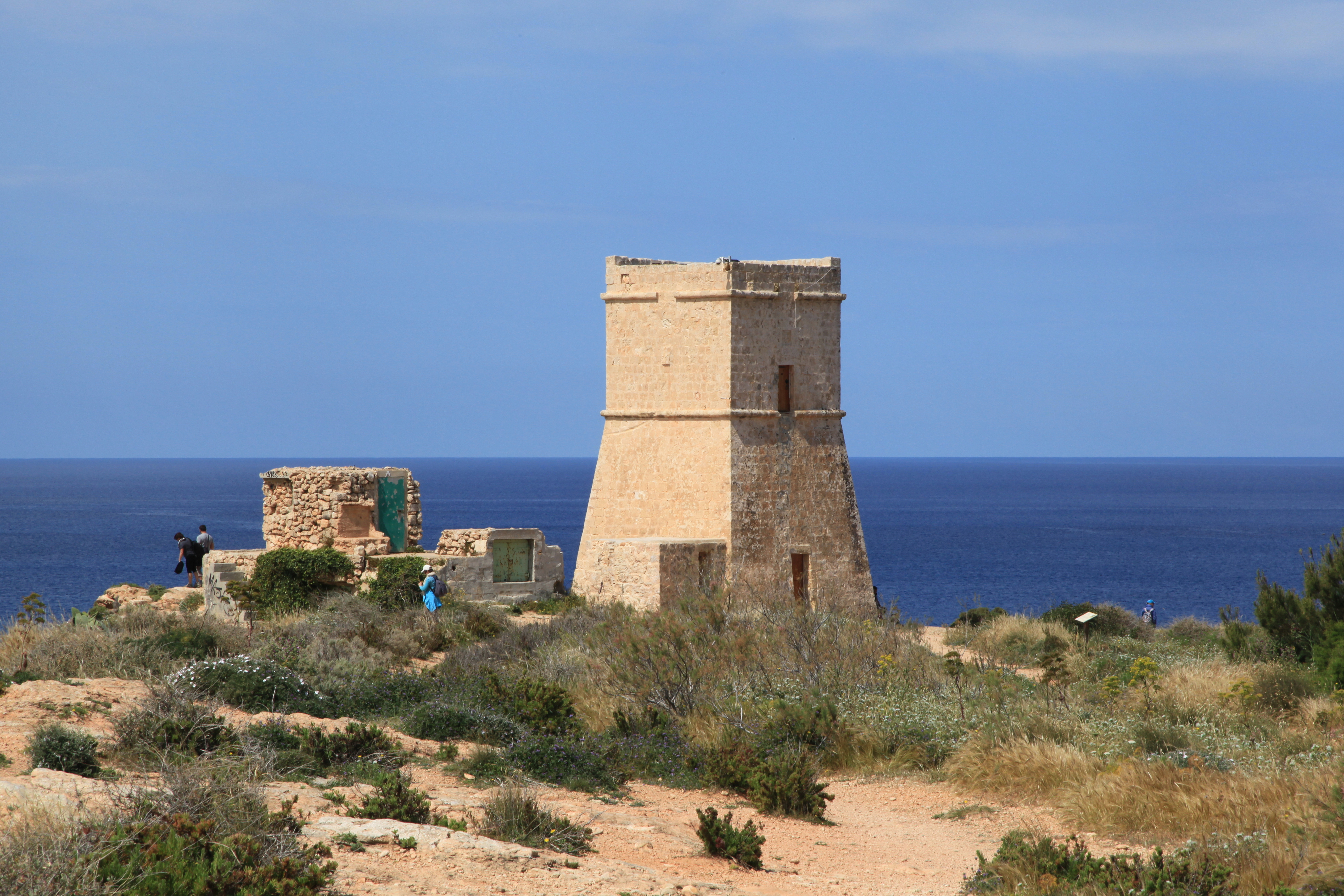
Għajn Tuffieħa-toren in Mġarr

Tussen 1637 en 1638 werden nog eens zeven torens gebouwd. Deze waren kleiner dan de Wignacourt-torens en dienden als wachttorens die het hoofdkwartier van de Johannieters in Grand Harbour moesten waarschuwen bij de nadering van vijandelijke troepen. In 1647 werd de Sint-Agatha-toren gebouwd in Mellieħa. Deze grote toren, gebouwd in de stijl van de Wignacourt-torens, was bedoeld als steunpunt. In 1650 en 1652 werden twee torens gebouwd in Dwejra en Xlendi op Gozo. De tien torens die tussen 1637 en 1652 tot stand kwamen, staan bekend als Lascaris-torens, naar grootmeester Jean-Paul de Lascaris de Castellar die ze liet bouwen. Negen van deze torens zijn bewaard gebleven.

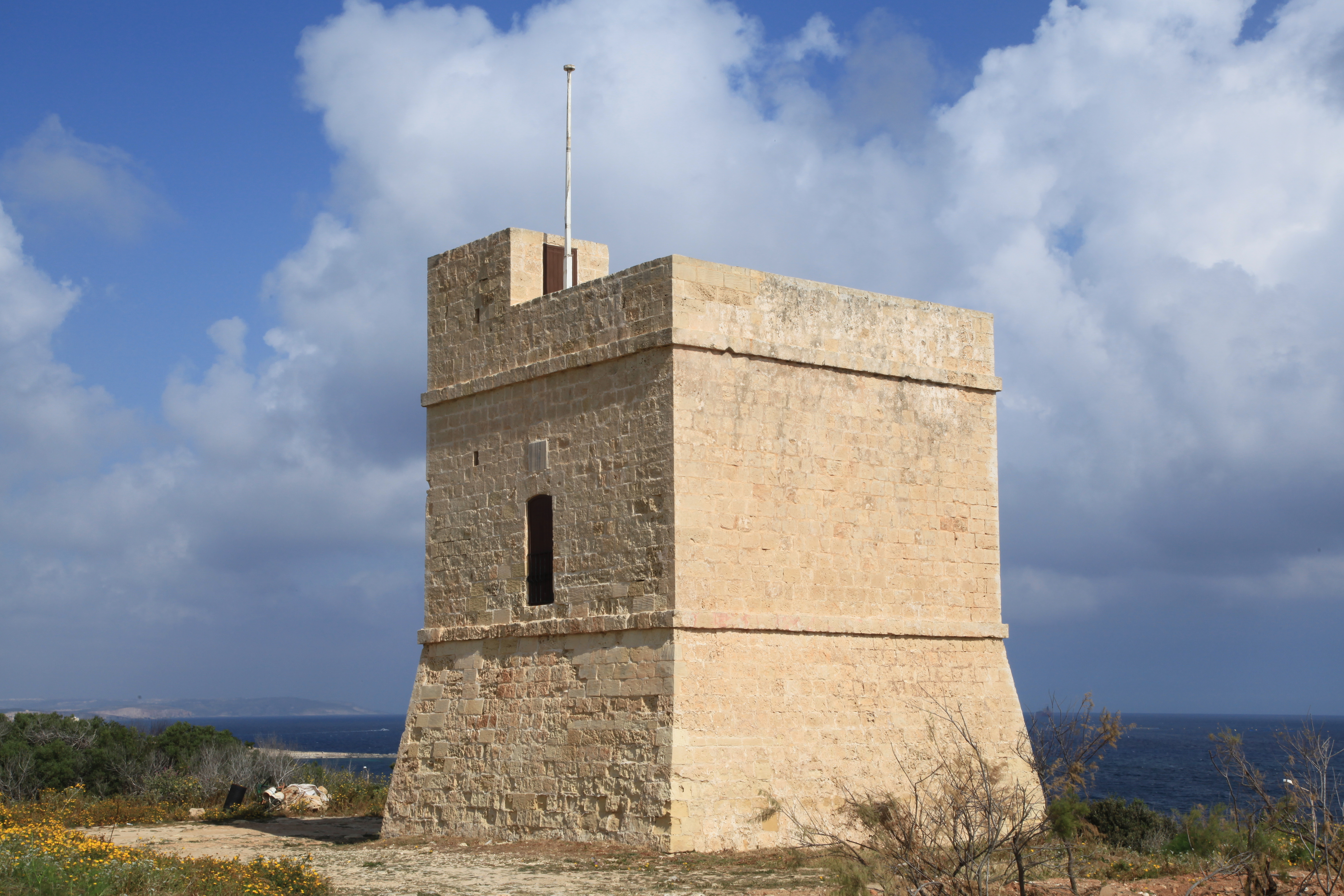
Għallis-toren in Naxxar

Tussen 1658 en 1659 volgde de bouw van nog eens veertien torens, die samen bekend staan als De Redin-torens. Het ontwerp van deze torens was gebaseerd op dat van de Lascaris-torens en ze hadden dezelfde alarm- en communicatiefunctie. Dertien De Redin-torens, met een identiek ontwerp, werden gebouwd op het hoofdeiland Malta. Acht daarvan zijn behouden gebleven en twee tot ruines vervallen. De veertiende toren, de Mġarr ix-Xini-toren, werd in 1661 op Gozo gebouwd volgens een iets afwijkend ontwerp.
De laatst gebouwde uitkijktoren aan de kust was de Sopu-toren op Gozo, die in 1667 in gebruik werd genomen. De toren eind 20e eeuw was bijna geheel vervallen, maar werd begin 21e eeuw gerestaureerd.

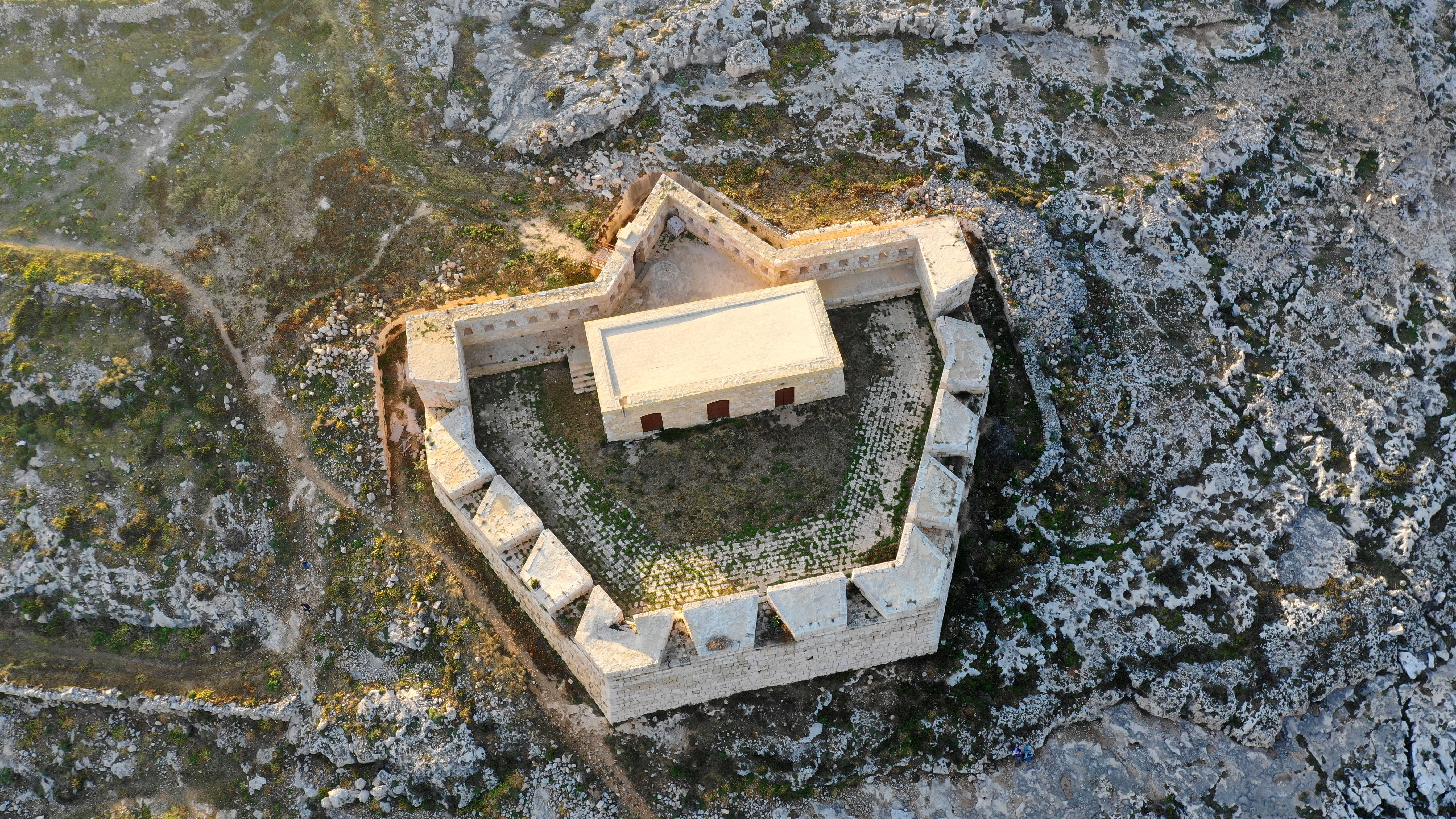
Luchtfoto van de Saint Anthony-batterij in Qala, met de redan, het blokhuis en het kanonnenplatform

Vanaf 1714 werden zo'n 52 batterijen en redoutes gebouwd langs de kustlijn van Malta en Gozo. 
Enkele batterijen zijn gebouwd rond bestaande wachttorens langs de kust, zoals de torens van Qawra en Aħrax. De meeste batterijen zijn in de loop der jaren ontmanteld of ingestort, maar een aantal is nog min of meer intact, waaronder die van Mistra, Vendôme, Ferretti, St. Anthony, Qolla l-Bajda en St. Mary. Enkele redoutes zijn ook bewaard gebleven, zoals die van Briconet, Ximenes en St. George. Tussen de jaren 1720 en 1760 werden ook verschillende schansen gebouwd, zowel langs de kustlijn als rond bepaalde posities landinwaarts. De overblijfselen van enkele schansen zijn nog herkenbaar, waaronder de Naxxar-schans en Louvier-schans.
Van 1749 tot de jaren 1760 werd Fort Chambray gebouwd op het eiland Gozo. Het was bedoeld als kern van een nieuwe vestingstad, vergelijkbaar met Valletta, en had uiteindelijk zelfs Cittadella moeten vervangen als hoofdstad van het eiland. Dit mislukte echter en uiteindelijk werd alleen het fort gebouwd. Fort Chambray zag enige actie tijdens de Franse bezetting van 1798, maar het militaire belang ervan nam uiteindelijk af en in de 19e eeuw werd het omgebouwd tot ziekenhuis. In de jaren 1990 werd de binnenkant van het fort gerenoveerd, maar de buitenste bastions en sommige kazernes bleven intact.
Tussen 1793 en 1795 werden de Saint Lucian-toren en bijbehorende batterij versterkt met een gracht en een schansachtige ringmuur, waarna het complex werd omgedoopt tot Fort Rohan, naar de toen regerende grootmeester Emmanuel de Rohan-Polduc. De meeste fortificaties, met uitzondering van de toren zelf, werden in de 19e eeuw door de Britten ontmanteld en herbouwd, waarna de naam Fort Rohan in onbruik raakte.
Naast de vestingwerken van de Johannieters bouwden verschillende personen of families in de loop der jaren eigen vestingwerken. Dit waren voornamelijk versterkte woningen of particuliere wachttorens, zoals de Mamo-toren die in 1657 in Marsaskala was gebouwd.

## Franse bezetting (1798–1800)

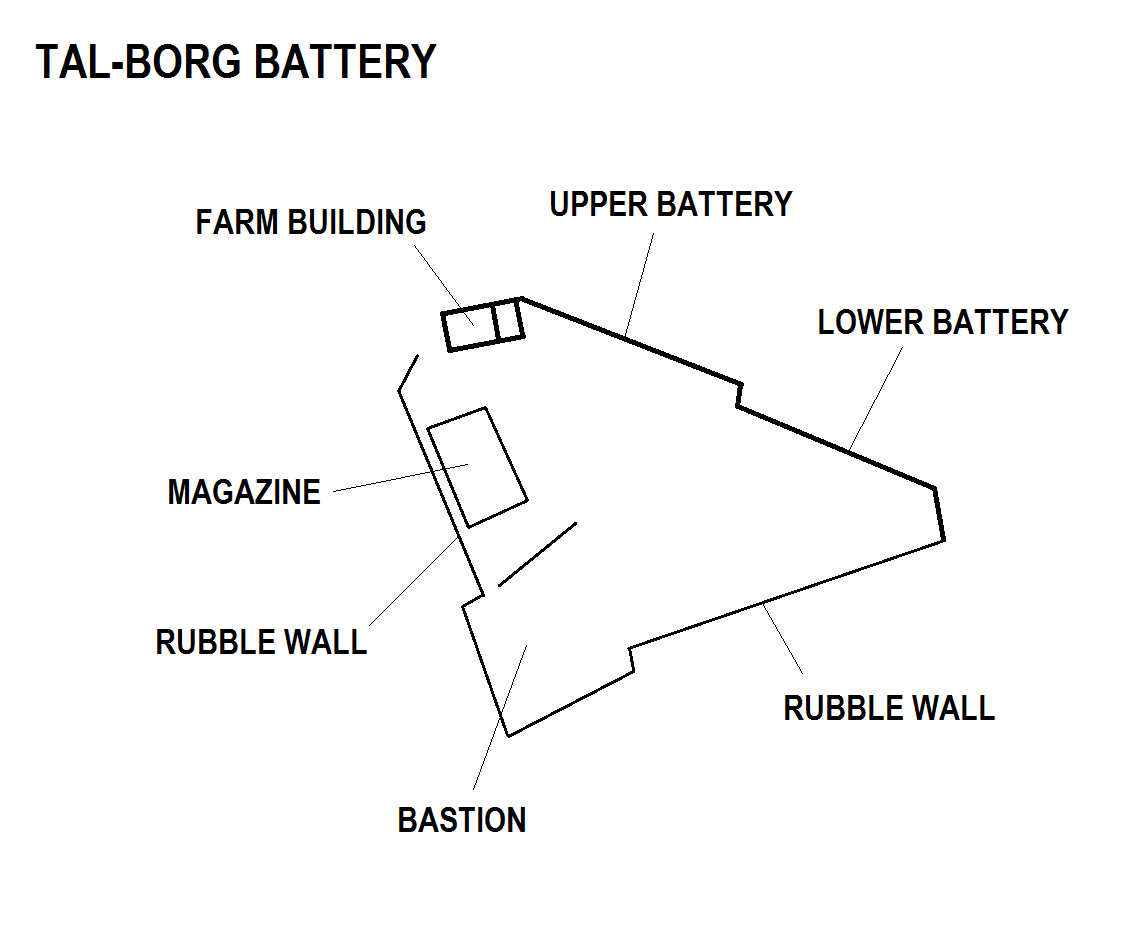
Plattegrond van de Tal-Borg-batterij, een van de batterijen gebouwd door Maltese opstandelingen.

De Fransen verdreven de Johannieters uit Malta tijdens de Franse mediterrane veldtocht van 1798. Hoewel de Maltezen de Franse bezetters aanvankelijk verwelkomden, kwamen ze na enkele maanden in opstand vanwege een aantal hervormingen die de Franse bezettingsmacht doorvoerde en de plundering van kerken. De opstandelingen namen de controle over Gozo over, dat kortstondig onafhankelijk werd, evenals Mdina en de steden en dorpen van het hoofdeiland, waardoor de Fransen geblokkeerd waren in het goed verdedigbare havengebied.
De Maltese opstandelingen bouwden, geholpen door de Britten, haastig een aantal fortificaties die vooral bedoeld waren om een mogelijke Franse tegenaanval af te slaan, en beschoten tegelijkertijd ook de Franse posities in het havengebied. De opstandelingen hadden verschillende campementen, en de mannen in deze campementen waren verantwoordelijk voor een aantal batterijen, redoutes en schansen in de omgeving. De belangrijkste batterijen waren de Corradino-batterijen, Għargħar-batterij, Tal-Borg-batterij en Tas-Samra-batterij.
De fortificaties van de opstandelingen omringden het hele havengebied en strekten zich uit van Sliema tot Kalkara. Het ontwerp van de batterijen was gebaseerd op de kustbatterijen en schansen die de Johannieters in de 18e eeuw bouwden, terwijl de meeste schansen uit lange stukken opgeworpen puinmuren bestonden. De opstandelingen waren bewapend met kanonnen afkomstig uit kustversterkingen zoals de Santa Marija-toren. Het nut van deze geïmpoviseerde fortificaties bewees zich in 1799, toen een Franse tegenaanval vanuit Fort Manoel werd afgeslagen door de batterijen van de opstandelingen.
Geen van deze fortificaties is intact bewaard gebleven, hoewel er nog enkele te zien zijn die destijds bestaande gebouwen waren en door de opstandelingen als blokhuizen werden gebruikt. De San Rocco-batterij, een van de fortificaties van de opstandelingen, was de locatie waar later aan het einde van de 19e eeuw Fort Saint Rocco werd gebouwd.

## Britse vestingwerken (1800–1979)

### Negentiende en begin twintigste eeuw

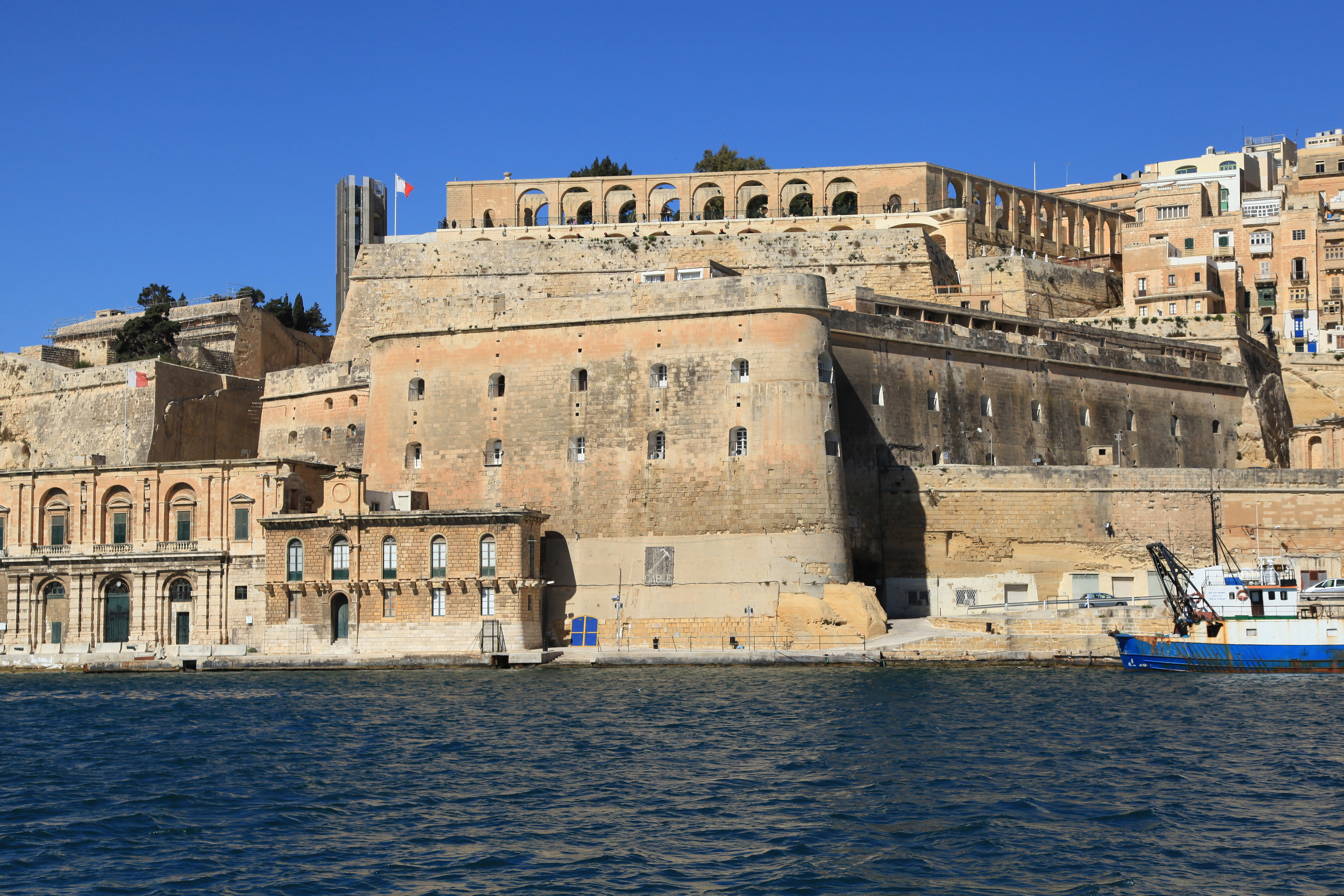
Lascaris-batterij in Valletta

De Britten namen in 1800 het gezag over de Maltese eilanden over, eerst als protectoraat en vanaf 1813 als kolonie. Aanvankelijk namen ze de vestingwerken van de Johannieters zonder aanpassingen in gebruik. In het Britse militaire denken van die tijd werd de Middellandse Zeevloot van de Royal Navy beschouwd als de betrouwbaarste bescherming tegen een mogelijke invasie, en eigenlijk wilde de Britse Civil Commissioner Henry Pigot in 1801 het grootste deel van de vestingwerken van Valletta laten slopen. Zover is het echter nooit gekomen. Wel werden gedurende de Britse periode de forten van de Johannieters verschillende keren aangepast, opnieuw ingericht en van nieuwe wapens voorzien om gelijke tred te houden met de nieuwste ontwikkelingen in de militaire technologie.
In de jaren 1850 bouwden de Britten Fort Verdala en St. Clement's Retrenchment in het Cottonera-gebied, terwijl in Valletta de Lascaris-batterij werd gebouwd. Later in de 19e eeuw werden delen van de Cottonera-linie, Santa Margherita-linie en de vestingwerken van Senglea gesloopt om plaats te maken voor uitbreidingen van de scheepswerf van Malta. Gedurende de 19e en 20e eeuw bouwden de Britten kazernes in verschillende delen van het hoofdeiland, zoals Tigné Point en Pembroke.
In 1866 schreef kolonel William Jervois een rapport met de titel "Memorandum met verwijzing naar de verbeteringen aan de verdediging van Malta en Gibraltar, noodzakelijk gemaakt door de introductie van ijzeren schepen en krachtige getrokken kanonnen", waarin hij Malta (samen met Gibraltar, Halifax en Bermuda) de status van een "rijksfort" gaf. Kort daarna begon een programma om de bestaand vestingwerken van Malta te verbeteren en een aantal nieuwe veelhoekige forten en batterijen te bouwen, waaronder de Sliema Point-batterij (1872), Fort St. Rocco (1872-1873) en Fort Leonardo (1875-1878).
Van 1871 tot 1880 werden de Corradino-linie gebouwd op de Corradino Heights. De V-vormige verdedigingswal en -gracht waren bedoeld om de scheepswerf en de haven te beschermen tegen aanvallen vanuit het binnenland. Ze werden begin 20e eeuw als achterhaald beschouwd vanwege de technologische vooruitgang, hoewel ze in de Tweede Wereldoorlog opnieuw van enig nut bleken te zijn.

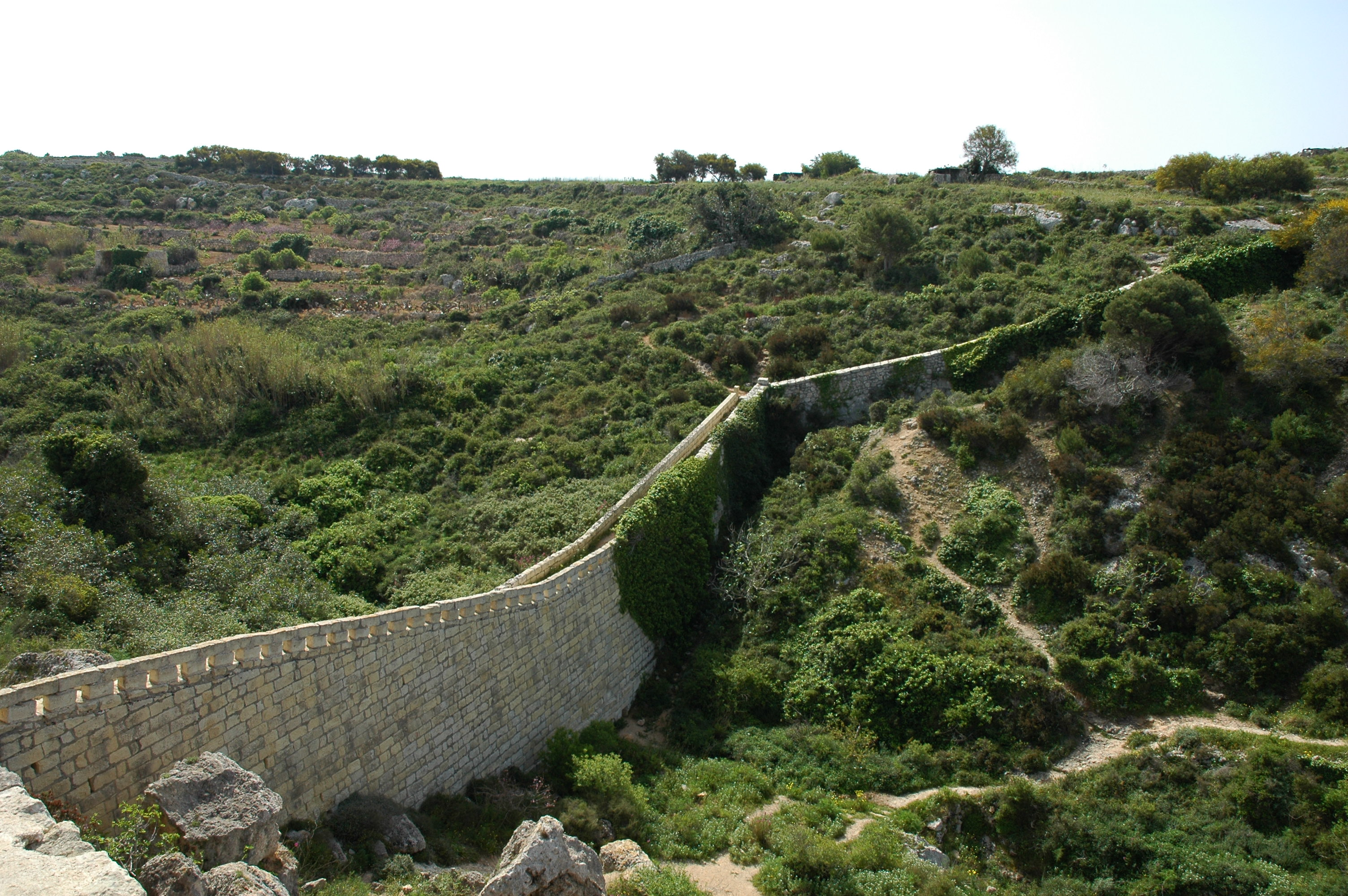
Victoria-linie op de grens tussen Mġarr en Rabat

Vanaf 1875 werd de Victoria-linie, oorspronkelijk beter bekend als 'Noordwestfront', gebouwd in het noordelijke deel van Malta, waardoor dat gebied werd gescheiden van het dichter bevolkte zuiden. Het verdedigingssysteem bestond uit een linie van vestingwerken geflankeerd door verdedigingstorens, samen met schansen en geschutsopstellingen. Er waren verschillende artilleriebatterijen gepland, maar slechts twee, de San Giovanni-batterij en Tarġa-batterij, werden daadwerkelijk gebouwd. Er werden ook drie forten gebouwd langs de linies: Fort Binġemma, Fort Madalena en Fort Mosta. De linie werd in 1899 voltooid, maar oefeningen in 1900 wezen uit dat haar defensieve waarde twijfelachtig was en het hele systeem werd in 1907 buiten gebruik gesteld met uitzondering van de kusttorens. In de loop der tijd zijn sommige delen van de linie ingestort, maar andere delen op het platteland zijn bewaard gebleven, waaronder de drie forten. Een ander fort, Fort Pembroke, werd tussen 1875 en 1878 gebouwd om de ruimte tussen de Victoria-linie en het havengebied te overbruggen.
De Britten bouwden ook een drietal forten om de haven van Marsaxlokk te beschermen: Fort San Lucian (1874-1878), Fort Delimara (1876-1888) en Fort Tas-Silġ (1879-1883). In 1881 en 1882 werden de Saint Paul-batterij en Żonqor-batterij gebouwd, respectievelijk in Marsaxlokk en Marsaskala.

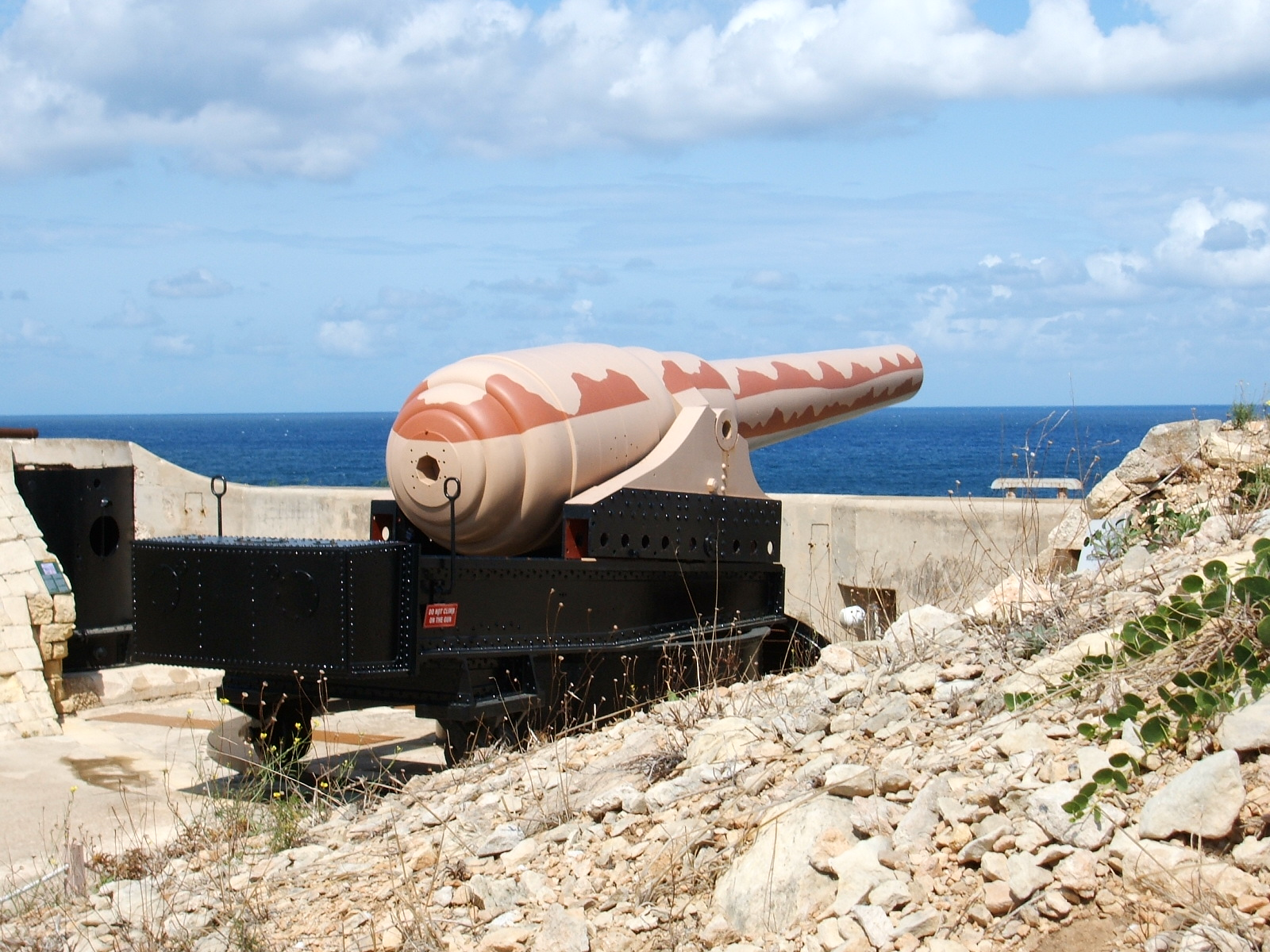
Armstrong 100-tons kanon van de Rinella-batterij

Nadat de Italiaanse ironcladschepen Duilio en Enrico Dandolo met 100-tons kanonnen waren uitgerust, vreesden de Britten in Malta een aanval van de Italiaanse vloot, omdat deze schepen de Maltese batterijen een voor een zouden kunnen uitschakelen terwijl ze zelf buiten het bereik van de Britse kanonnen bleven. Om dit te voorkomen verzocht het Britse bestuur om de levering van vier 100-tons kanonnen. Twee werden er op Malta geïnstalleerd en de Cambridge-batterij en Rinella-batterij werden speciaal voor dit doel gebouwd. De bouw begon in 1878 en was in 1886 voltooid. Het 100-tons kanon van de Rinella-batterij staat er nog steeds.
Van 1888 tot 1910 werd een nieuwe serie vestingwerken gebouwd om achterlaadkanonnen onder te brengen. Dit waren Della Grazie-batterij, Spinola-batterij, Garden-batterij, Wolseley-batterij, Pembroke-batterij en Fort Benghisa. Fort Benghisa was het laatste veelhoekige fort dat in Malta werd gebouwd.

### Wereldoorlogen en nasleep

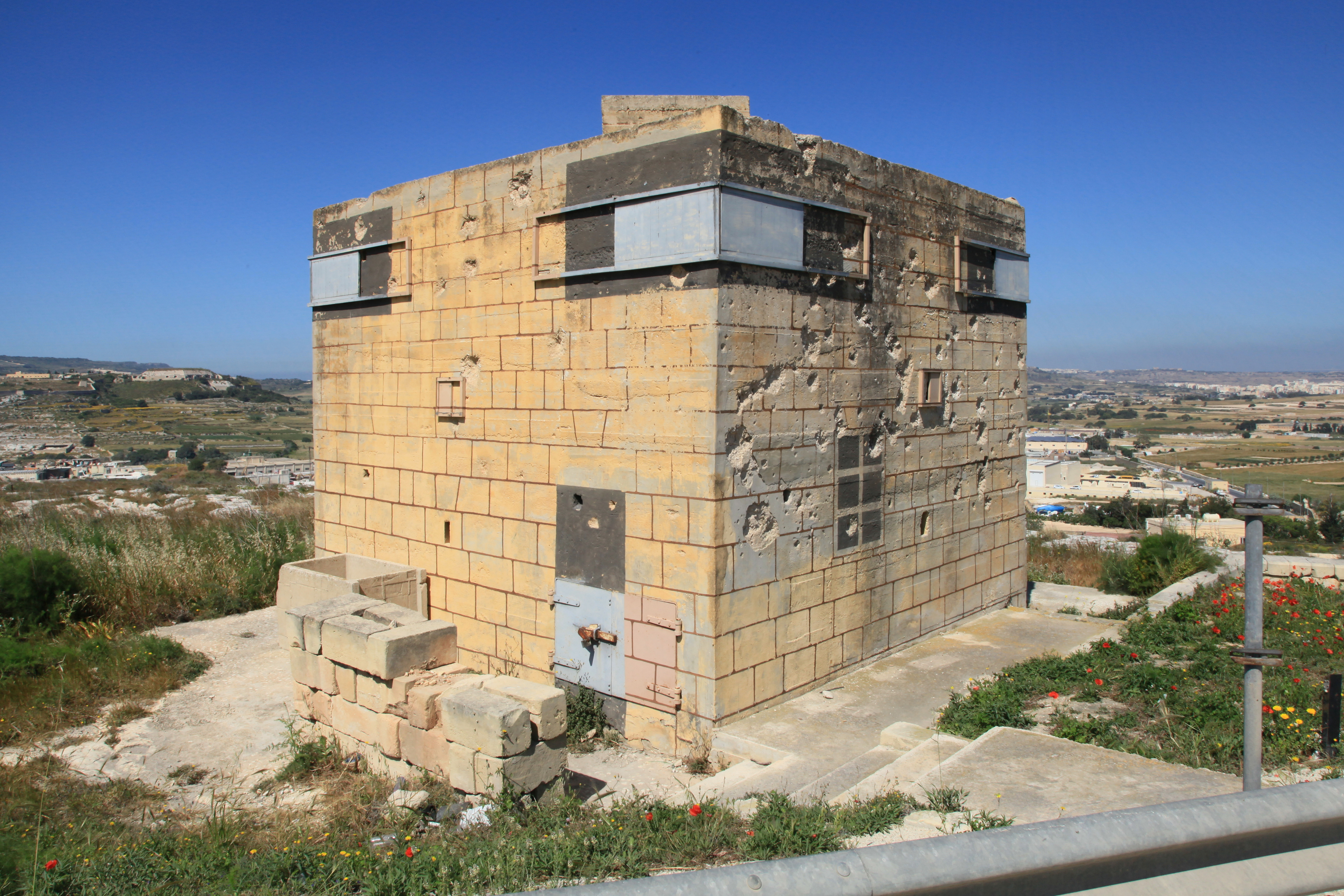
Reserve Post R15, een bunker uit de Tweede Wereldoorlog in Naxxar

Na het begin van de 20e eeuw werden er in Malta nog maar weinig vestingwerken gebouwd. Wel werd begonnen met de bouw van nieuwe militaire installaties, zoals vliegvelden tijdens de Eerste Wereldoorlog, toen het vliegveld van Marsa en de watervliegtuigbasis van RAF Kalafrana werden gebouwd. In het interbellum en de Tweede Wereldoorlog werden meer RAF-vliegvelden aangelegd, waaronder die van Hal Far, Ta Kali, Luqa, Safi, Krendi en Ta' Lambert Airfield.
Vanaf 1935, na het uitbreken van de Tweede Italiaans-Ethiopische Oorlog, hielden de Britten ernstig rekening met een Italiaanse invasie in Malta en werd een begin gemaakt met de bouw van een groot aantal bunkers op de eilandengroep. Bij het uitbreken van de Tweede Wereldoorlog werd dit voortgezet. Een deel van deze bunkers is bewaard gebleven, vooral in het noordoostelijke deel van het hoofdeiland. Enkele bunkers zijn gerestaureerd en worden onderhouden, maar een aanzienlijk aantal is gesloopt. Omdat ze in Malta vaak niet worden beschouwd als bouwwerken met architectonische of historische waarde, worden bunkers nog steeds gesloopt.

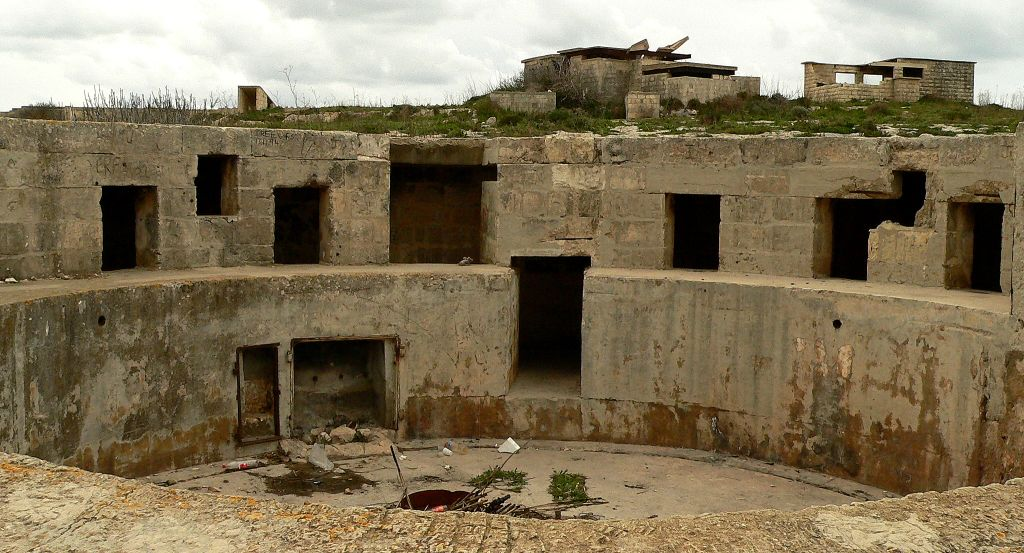
Ruïnes van Fort Campbell in Mellieħa

Het in 1938 voltooide Fort Campbell bij Mellieħa was het laatste fort dat de Britten in Malta bouwden. Het was ontworpen om de nieuwe dreiging van luchtbombardementen te kunnen weerstaan en veschilde daarom sterk van oudere vestingwerken in Malta. Fort Campbell had een onregelmatig ontwerp en de gebouwen binnen de perimeter van het fort waren verspreid geplaatst om de kwetsbaarheid voor luchtbombardementen te verminderen. Het fort bestaat nog wel, maar is ernstig vervallen.
Tijdens de Tweede Wereldoorlog werd in Valletta een groot ondergronds complex gebouwd, de Lascaris War Rooms, dat ruimte bood aan duizend mensen en dienst deed als Brits hoofdkwartier voor de verdediging van Malta. In de zomer van 1943 gebruikten de geallieerden het complex als hoofdkwartier tijdens de Landing op Sicilië (Operation Husky). Om de burgerbevolking van Malta te beschermen tegen Italiaanse en Duitse luchtbombardementen werden ook veel schuilkelders gegraven in de kalkstenen bodem van de eilanden, zowel door de overheid als door burgers. Veel van deze schuilkelders bestaan nog en een aantal is toegankelijk voor het publiek.
In de loop van de oorlog werden ook veel luchtafweerbatterijen, artillerieposities en radarstations gebouwd.
Veel van de fortificaties zijn tussen de jaren vijftig en zeventig van de twintigste eeuw buiten gebruik gesteld. Sommige werden aan hun lot overgelaten en andere kregen een nieuwe bestemming, onder meer als woning, restaurant en politiebureau. Sommige kazernes, zoals die in Mtarfa en Pembroke, werden omgebouwd tot wooncomplexen.
Verschillende forten en historische militaire gebouwen worden nog steeds gebruikt door de Strijdkrachten van Malta, zoals de Luqa-kazerne, Fort Madalena en Fort Mosta.

## Behoud en restauratie

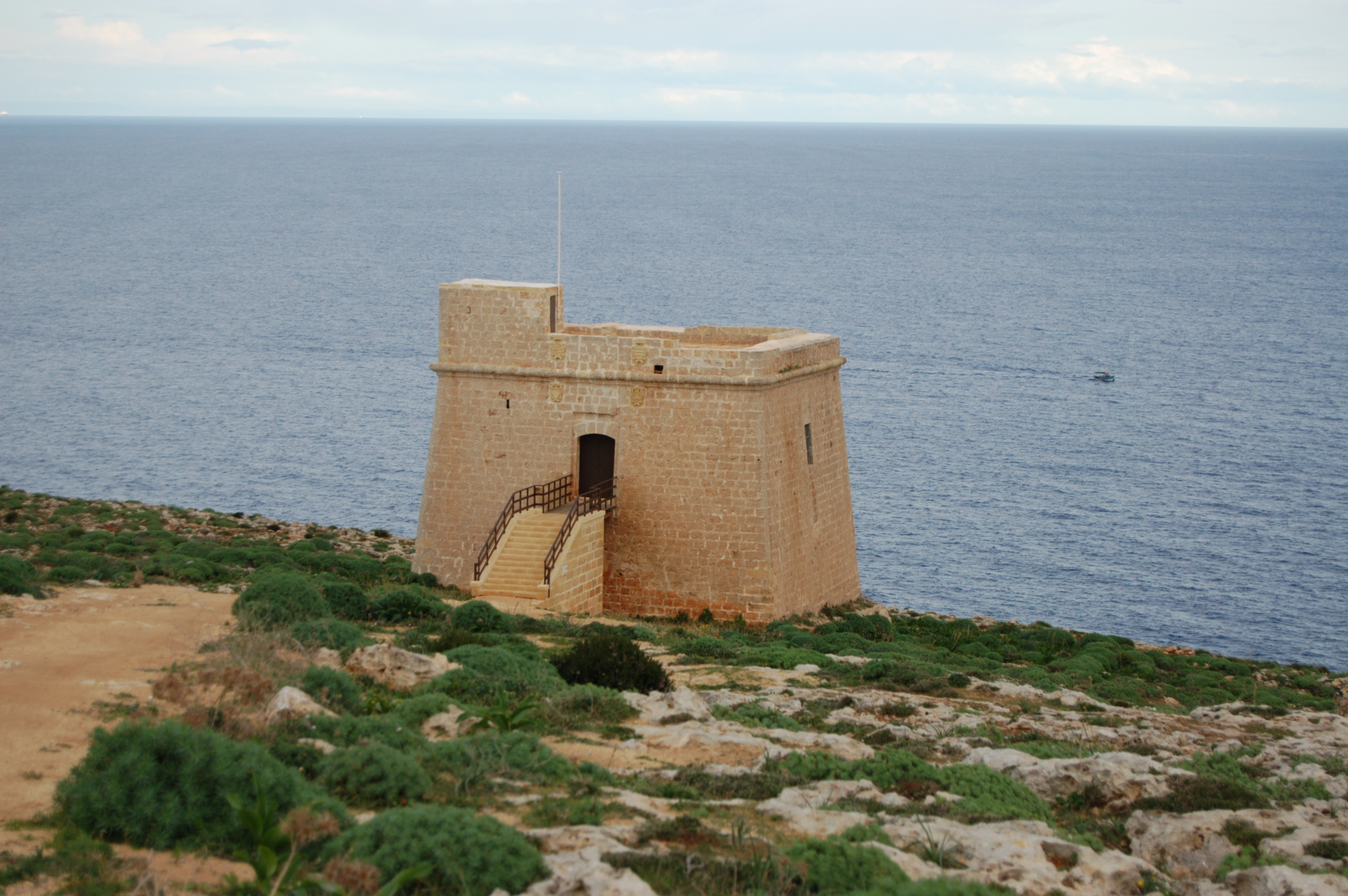
De gerestaureerde Sopu-toren in 2006, nadat deze bijna volledig in verval was geraakt.

Tegenwoordig wordt de architectonische en historische waarde van de vestingwerken van Malta algemeen erkend, en vele zijn een toeristische trekpleister geworden. Alle vestingwerken werden opgenomen in de Oudhedenlijst van 1925, en vrijwel alle overgebleven vestingwerken van de Johannieters zijn nu geregistreerd in de Nationale Inventaris van Cultuurbezit van de Maltese Eilanden (Engels: National Inventory of the Cultural Property of the Maltese Islands), het nationale erfgoedregister van Malta. De versterkte stad Valletta staat sinds 1980 op de Werelderfgoedlijst van UNESCO. De andere vestingwerken rond het havengebied van Malta, evenals de vestingsteden Mdina en Cittadella en de Victorialinie staan sinds 1998 op Malta's voorlopige lijst van werelderfgoedlocaties.
Vanaf de jaren zeventig raakten sommige niet meer gebruikte vestingwerken in verval. Een deel daarvan is sinds het begin van de 21e eeuw gerestaureerd.
Din l-Art Ħelwa, de National Trust van Malta, was vanaf de jaren zeventig verantwoordelijk voor de restauratie van een aantal kustfortificaties van de Johannieters, waaronder batterijen en torens, zoals de Wignacourt-toren (1975–76 en 2003), Mamo-toren (1994–95), Għallis-toren (1995), Saint Mary-batterij (1996-97 en 2003-04), Dwejra-toren (1997), St. Mark-toren (1997-98), Sint-Agatha-toren (1999-2001), Sint-Maria-toren (2002 en 2005) en Sopu-toren (2004).
Fondazzjoni Wirt Artna heeft ook een aantal Maltese vestingwerken gerestaureerd, waaronder de Saluting-batterij en Rinella-batterij. Ook is het fonds begonnen aan de restauratie van de Mistrabatterij.
Vanaf 2001 begon MIDI plc met de restauratie van Fort Manoel als onderdeel van het Manoel Island-project. De restauratie omvatte onder meer de wederopbouw van de kapel van Sint-Antonius van Padua, die in de Tweede Wereldoorlog was gebombardeerd. In 2008 herstelde MIDI ook Fort Tigné als onderdeel van het ontwikkelingsplan voor Tigné Point. De 19e-eeuwse Garden-batterij, waarvan werd aangenomen dat deze in de Tweede Wereldoorlog was vernietigd, werd herontdekt tijdens het Tigné Point-project, en MIDI besloot deze ook te restaureren.
De eerste plannen om de vestingwerken van Valletta, Birgu, Mdina en de Cittadella te restaureren stammen uit 2006.
In 2008 begonnen de restauratiewerkzaamheden in Mdina, Birgu en de Cittadella. Omdat in Mdina sommige bastions van de kleihellingen begonnen te glijden, werden stalen staven in de muren aangebracht om ze te verstevigen. Tijdens de restauratie werden verschillende archeologische vondsten gedaan, waaronder de oude Punisch-Romeinse en middeleeuwse muren van Mdina. een bastion en caponnière in Birgu, en de oorspronkelijke ingang van de Cittadella.
De restauratie in Valletta begon in 2010 en het project werd omschreven als "het grootste in een eeuw". Krakers werden van de openbare gronden rond de vestingwerken verwijderd. De restauratie van het bovenste gedeelte van Fort Sint-Elmo werd in 2015 voltooid. De kapel van St Roche op de St Michael-contregarde, die was gebombardeerd in de Tweede Wereldoorlog, werd in 2014 herbouwd als onderdeel van de restauratie.
Delen van de vestingwerken van Senglea werden in 2015 gerestaureerd.

### Informatiecentrum vestingwerken

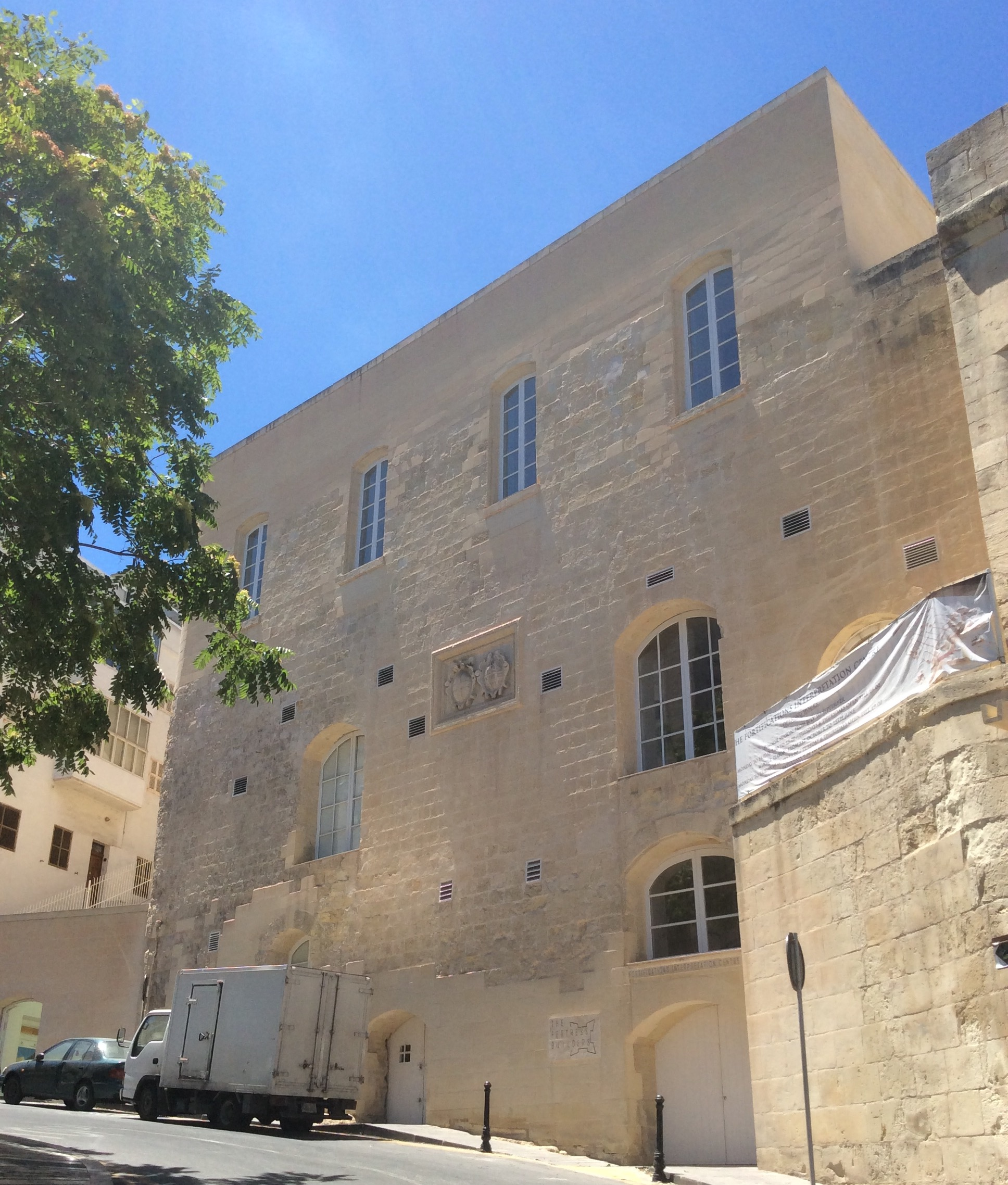
Fortifications Interpretation Centre

Het Fortifications Interpretation Centre (FIC) is een informatiecentrum gewijd aan de militaire architectuur van Malta. Het is gevestigd in een gebouw naast het Sint-Andreasbastion, onderdeel van de stadsmuren van Valletta. Het gebouw was oorspronkelijk een bombestendig magazijn en een artillerieschool die tijdens de bestuursperiode van Hugues Loubenx de Verdalle aan het einde van de 16e eeuw was gebouwd. De bovenste verdieping werd in de Tweede Wereldoorlog verwoest en de rest van het gebouw is later gebruikt als examenzaal. Na de restauratie van het gebouw, waarbij de verwoeste bovenverdieping is herbouwd met medefinanciering van het Europees Fonds voor Regionale Ontwikkeling, werd het op 16 februari 2013 in gebruik genomen als informatiecentrum.
Het centrum heeft brochures met informatie die teruggaat tot de eerste vestingwerken bij Borġ in-Nadur en die met name aandacht schenken aan fortificaties gebouwd door de Johannieters en de Britten. Naast schaalmodellen van Maltese forten heeft het centrum ook informatieborden die vestingwerken van over de hele wereld beschrijven, waarmee die van Malta in een bredere context worden geplaatst.